# Аерцен
Аерцен (њем. Aerzen) општина је у њемачкој савезној држави Доња Саксонија. Једно је од 8 општинских средишта округа Хамелн-Пирмонт. Према процјени из 2010. у општини је живјело 11.436 становника. Посједује регионалну шифру (AGS) 3252001.

## Географија
Аерцен се налази у савезној држави Доња Саксонија у округу Хамелн-Пирмонт. Општина се налази на надморској висини од 173 метра. Површина општине износи 105,1 km².

## Становништво
У самом мјесту је, према процјени из 2010. године, живјело 11.436 становника. Просјечна густина становништва износи 109 становника/km².